# Darwin Awards

Il Darwin Awards (letteralmente, Premi Darwin) è un riconoscimento umoristico assegnato su base annuale a qualsiasi individuo (spesso alla memoria) che, secondo gli ideatori dello stesso premio, «si sono adoperati per la protezione del patrimonio genetico dell'umanità tramite l'estremo sacrificio di auto-sopprimersi nella maniera più spettacolare e idiota possibile»

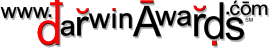
Logo del sito darwinawards.com

## Storia
Nato come premio simbolico assegnato per gioco nel 1985 su Usenet, acquisì via via più importanza tanto da avere un proprio sito web dal 1993 e una produzione libraria dall'alba del XXI secolo. Tra i principali requisiti che concorrono a rendere idonei per il premio, figurano le maniere meno intelligenti di auto-danneggiarsi fino alla morte o all'incapacità pratica di riprodursi.
Wendy Northcutt iniziò a raccogliere le storie nel 1993, quando era studentessa alla Stanford University. Diede il via ad una piccola mailing list di suoi amici, e quando questi iniziarono ad inoltrare le e-mail, lei iniziò a ricevere candidature da tutto il mondo. Quando il server dell'università fu sovraccaricato, spostò il progetto sul sito internet darwinawards.com, dove risiede tutt'oggi.
Il premio si ispira al nome dello scienziato inglese Charles Darwin, il primo a definire e a spiegare il meccanismo biologico dell'evoluzione. Il premio è puramente simbolico, non esistono ricompense né in denaro né in altre forme né, infine, consegna di trofei, ma l'iscrizione in un albo che preserva i nomi dei vincitori.
Il comitato d'assegnazione dei premi ha anche un audit interno per smontare, anche a distanza di tempo, le storie inventate o erroneamente riportate e che hanno portato al conferimento del riconoscimento.
Tra gli esempi veramente avvenuti che hanno portato al conferimento del premio, figurano l'aver fatto il giocoliere con delle bombe a mano (Croazia, 2001), aver ripreso dei paracadutisti in caduta libera senza aver a propria volta indossato il paracadute (Stati Uniti, 1987), avere usato una fiamma libera d'accendino per controllare se una cisterna di carburante fosse vuota (Brasile, 2002) o riscaldare una lava lamp su una stufa (Stati Uniti, 2004, fenomeno di cui si occupò anche il programma televisivo MythBusters).
L'intero processo di assegnazione dei premi è supervisionato dalla creatrice del progetto, Wendy Northcutt, alias Darwin.

## Regole

### Requisiti
I cinque requisiti per ottenere il Darwin Award sono:
- Impossibilità di riprodursi - Il candidato deve essere morto o sterile.

Una questione contesa, a causa della clonazione, della donazione di cellule riproduttive e della castità. In questi casi, l'accesso al premio è condizionato dal fatto che la loro morte abbia o meno impatto sul pool genetico. La regola generale che viene usata è quella per cui se il candidato ha la capacità fisica di generare prole ma isolato dal resto dell'umanità, è considerato fuori dal pool genetico.
- Eccellenza - Strabiliante assenza di capacità di giudizio.

L'idiozia del candidato deve essere unica e sensazionale. Qualcuno che va a letto con la sigaretta accesa non è candidabile, contrariamente a qualcuno che chiede ad un amico di bersagliarlo di mozziconi di sigaretta (Woodbine, 2002).
- Auto-selezione - Essere causa della propria dipartita.

Un passante colpito da un'incudine gettata dalla cima di un grattacielo è stato sfortunato. Se si viene colpiti da un'incudine che si è issata sul proprio balcone per liberarsi dai piccioni, si è eleggibili per il Darwin Award. Non c'è premio per aver eliminato qualcun altro dal pool genetico in modo "straordinariamente stupido" (anche se il passante ha qualche gene in comune con lo stolto). Quindi, l'uomo di Camden che investì una suora mentre fumava crack e reggeva il volante con i piedi, non otterrà mai il premio. Comunque l'assassino della Virginia che dopo essere stato prosciolto scrisse una compiaciuta lettera di confessione all'ufficio del pubblico ministero "per mostrarvi quanto siate stupidi voi tutti" è candidabile.
- Maturità - In grado di intendere e volere.

Il candidato deve avere almeno 16 anni di età e non avere handicap mentali.
- Veridicità - L'evento deve essere verificato.

La storia deve essere sostenuta da articoli di giornale, servizi televisivi confermati, e/o testimoni oculari affidabili.
Inoltre i candidati devono essere stati scoperti nell'anno della candidatura. Ad esempio, se il vincitore di una gara di nascondino svoltasi cinque anni fa è scomparso, deve essere nominato entro un anno dal ritrovamento dello scheletro.

### Cause di non idoneità
Le seguenti cause sono state dichiarate non sufficienti per l'idoneità al premio, in quanto non abbastanza fuori dal comune o contrarie, in qualsiasi forma, ai criteri anzi esposti
- scivolare lungo un cavo elettrico;
- fumare in una tenda a ossigeno;
- essere investiti da un treno o un'automobile (fatta eccezione per casi quali, ad esempio, piazzarsi davanti a un autobus per lanciare un mattone e mostrare la propria antipatia per il conducente[5] o copulare in mezzo alla strada di notte[6]);
- porre in forno contenitori pressurizzati o pieni di liquido;
- arrampicarsi su gabbie di animali feroci;
- cadere da un precipizio a seguito di messa in posa per una fotografia;
- avvelenamento da monossido di carbonio;
- morti per autoerotismo, salvo eccezioni particolari;
- auto-mutilazione (esclusa per incapacità di stabilire se l'autolesionismo sia dovuto a imperizia e leggerezza oppure a stress o malattia mentale);
- morte o impossibilità di riprodursi legate a implicazioni religiose e politiche del candidato (per esempio l'astinenza obbligatoria del clero);
- urinare su cavi elettrici, rotaie della metropolitana, etc.
- imperizia e negligenza nella manipolazione di carburanti e altri liquidi infiammabili;
- ripetizione di casi già valutati;
- candidature basate solo su collegamenti web quale fonte (potrebbe diventare inaccessibile e non più verificabile);
- eventi in cui il candidato non abbia procurato danni solo a se stesso ma anche ad altri individui.

## Motti
Tra i tanti motti citiamo:
- "essere stupidi significa morte certa";
- "deselezione naturale";
- "il bagnino del pool genetico è fuori servizio" (pool in inglese significa anche piscina);
- "la stupidità è un peccato mortale";
- "l'albero della vita si pota da sé";
- "uno sciocco e la sua vita si separano alla svelta";
- "il mondo è pieno di ladri di ossigeno";
- "tutte le persone migliorano il pool genetico: alcuni per nascita, altri con la loro dipartita";
- "evoluzione in corso";
- "suicidi accidentali per menti poco evolute".

## Cinema
Il premio ha ispirato un film del 2006, intitolato The Darwin Awards con Joseph Fiennes e Winona Ryder.

## Libri
Sono stati pubblicati sei libri con le migliori storie:
- The Darwin Awards: Evolution in Action ISBN 0-452-28344-2 (edito in italiano dalla Rizzoli con il titolo I Premi Darwin: L'evoluzione in azione, ISBN 88-17-86792-6, attualmente fuori catalogo);
- The Darwin Awards II: Unnatural Selection ISBN 0-452-28401-5;
- The Darwin Awards III: Survival of the Fittest ISBN 0-525-94773-6;
- The Darwin Awards 4: Intelligent design
- The Darwin Awards 5: Next Evolution - Chlorinating the Gene Pool
- The Darwin Awards 6: Countdown to Extintion